# Aimar Bretos Loidi
Aimar Bretos Loidi (Sant Sebastià, Guipúscoa, 25 de novembre de 1986) és un periodista espanyol, director del programa de ràdio Hora 25 de la Cadena SER des de 2021.

## Biografia
Nascut a Sant Sebastià i estudiant de Periodisme per la Universitat de Navarra, als 15 anys va començar a col·laborar a Otxoki Irratia de Sant Sebastià. Durant els seus estudis universitaris va realitzar pràctiques a la COPE de Navarra.
Va entrar a treballar a la Cadena SER en 2008 en l'equip d'informatius de cap de setmana, dirigit per Jesús Cintora. Posteriorment va passar a Hoy por hoy, dirigit per Carles Francino. esprés de la sortida en la direcció de Francino el 2012, el programa va passar a estar dirigit per Pepa Bueno i Gemma Nierga. Bretos va continuar treballant en aquest programa com a redactor i a partir de 2013 va passar a ser el substitut de Pepa Bueno en les seves absències fins a 2019.
El 2018 va ser presentador d'un programa de televisió a DMAX.
Des de 2019 fins a juliol de 2021 va ser subdirector d'Hora 25, i cobria Pepa Bueno en les seves absències.
El 27 juliol de 2021, en ser Pepa Bueno nomenada directora d'El País, deixa el seu càrrec de directora de Hora 25 i Bretos va ser nomenat en el seu lloc. El novembre de 2022 va rebre una Antena de Oro 2022.